# در سرزمین‌های گمشده
در سرزمین‌های گمشده (انگلیسی: In the Lost Lands) یک فیلم خیال‌پردازی حماسی آمریکایی محصول سال ۲۰۲۵ به کارگردانی پل دبلیو. اس. اندرسون، بر اساس فیلمنامه‌ای از اندرسون و کنستانتین ورنر است. در این فیلم بازیگرانی چون میلا یوویچ، دیو باتیستا و آرلی خوبر ایفای نقش می‌کنند.
در سرزمین‌های گمشده نخستین بار در ۲۷ فوریه ۲۰۲۵ در استرالیا اکران شد و در ۷ مارس ۲۰۲۵ توسط ورتیکال انترتینمنت در آمریکای شمالی و در لهستان و توسط Constantin Film Verleih در آلمان منتشر شد. این فیلم با نقدهای منفی منتقدان مواجه شد.

## داستان
ملکه‌ای (آمارا اوکرک) که ناامید از یافتن خوشبختی در عشق است، گامی جسورانه برمی‌دارد: او جادوگر قدرتمند و ترسناک گری آلیس (میلا یوویچ) را به «سرزمین‌های گمشده» می‌فرستد تا به او هدیه جادویی تبدیل شدن به یک گرگینه را بدهد. گری آلیس با شکارچی مرموز بویس (دیو باتیستا) که از او در مبارزه با موجودات تاریک و دشمنان بی‌رحم حمایت می‌کند، در دنیایی ترسناک و خطرناک پرسه می‌زند. و فقط او می‌داند که هر آرزویی که برآورده می‌کند عواقب غیرقابل تصوری دارد.

## ساخت
فیلمبرداری در ۱۴ نوامبر ۲۰۲۲ در لهستان آغاز شد. تصویربرداری اصلی پس از ۴۶ روز در فوریه ۲۰۲۳ به پایان رسید.

## انتشار
در سپتامبر ۲۰۲۴، ورتیکال انترتینمنت حقوق پخش فیلم در ایالات متحده را به دست آورد. در نوامبر ۲۰۲۴، مارتین تاریخ اکران آمریکایی فیلم را ۲۸ فوریه ۲۰۲۵ فاش کرد. در ۸ ژانویه ۲۰۲۵، ساخت فیلم به ۷ مارس همان سال به تعویق افتاد.
تاریخ اکران آلمانی فیلم ابتدا برای ۲۶ سپتامبر ۲۰۲۴ تعیین شده بود، قبل از اینکه مگالوپلیس جایگزین آن در لوح سنگ کنستانتین فیلم شود.

## بازخورد

### واکنش نقادانه
در وبگاه جمع‌آوری نقد راتن تومیتوز، ٪۱۷ از ۳۰ بررسی منتقدان مثبت است و میانگینِ امتیاز آن ۳٫۴/۱۰ است. این فیلم در متاکریتیک که از میانگین وزنی استفاده می‌کند، بر اساس نظر ۱۳ منتقدین امتیاز ۴۱ از ۱۰۰ را کسب کرده که نشان‌گر «نقدهای مختلط یا متوسط» است.